# Eriogonum exaltatum
Eriogonum exaltatum är en slideväxtart som beskrevs av Marcus Eugene Jones. Eriogonum exaltatum ingår i släktet Eriogonum och familjen slideväxter. Inga underarter finns listade i Catalogue of Life.